# Мадре (остров)
Мадре (итал. Isola Madre, на местном диалекте Isola Mader), ранее Остров Святого Виктора (итал. Isola di San Vittore) и Изола-Маджоре (итал. Isola Maggiore), — крупнейший остров в архипелаге Борромейских островов, в итальянской части озера Лаго-Маджоре, в коммуне Стреза, провинции Вербано-Кузио-Оссола, в регионе Пьемонт на севере Италии. На острове находятся несколько зданий и сооружений, а также остров известен своими садами.
Остров шириной 220 м и длиной 330 м. Постоянного населения нет, в 2001 году на острове жили 4 человека.

## История

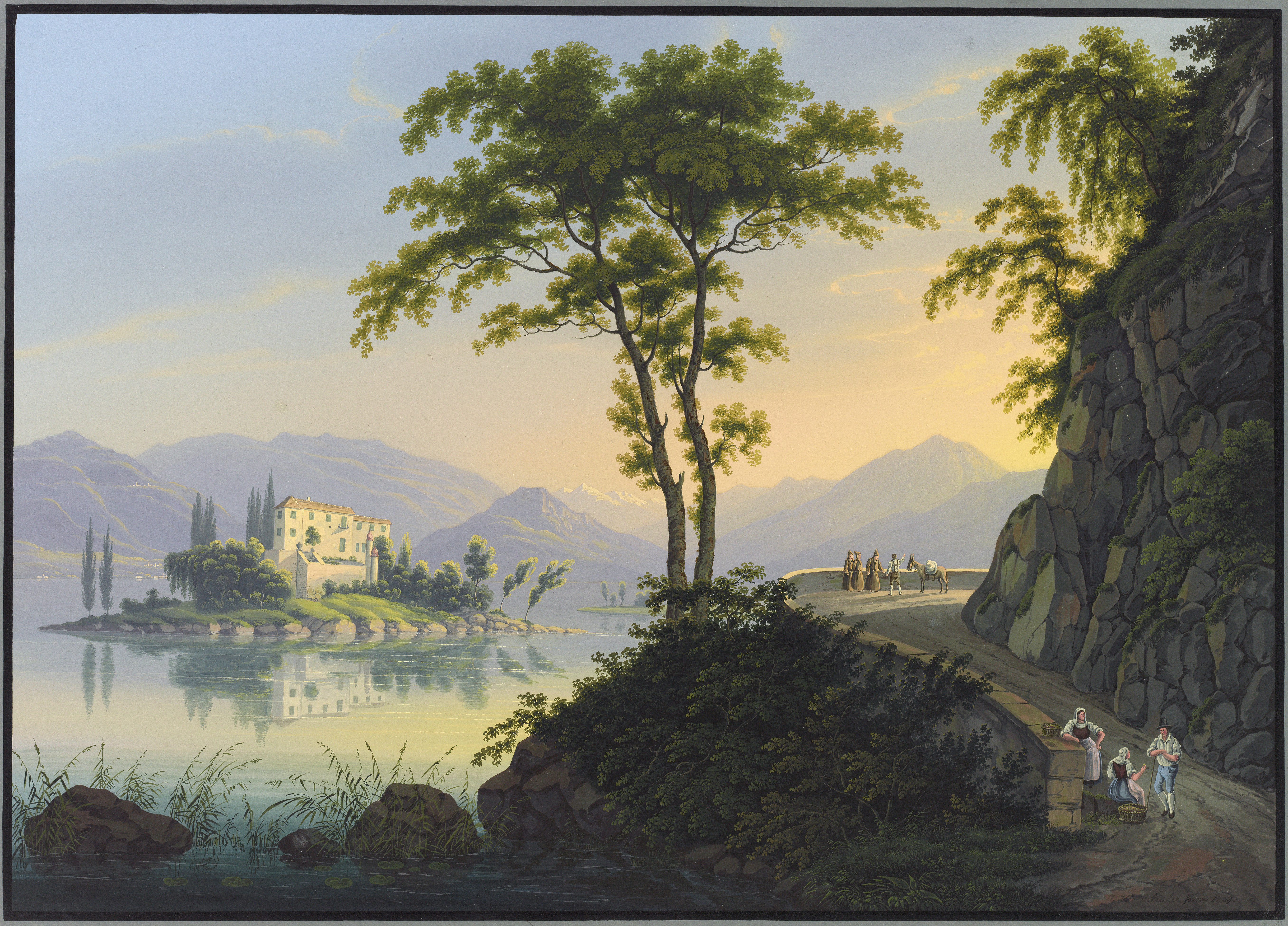
Мадре в 1837 году

Исторические источники свидетельствуют, что в середине IX века на острове существовала церковь с квадратной апсидой, кладбище. Также известно, что здесь выращивались оливковые деревья. В 1501 году Ланчиллотто Борромео, один из пяти детей Джованни III Борромео и Клеофе Пио ди Карпи, начал выращивать на острове цитрусовые, привезённые из Лигурии. Ланчиллотто начал строительство семейной резиденции на острове, которая в 1580-х годах была расширена в стиле Возрождения Ренато I Борромео. Позднее, род Делла Торре, владевший резиденцией на острове, продолжил ухаживать за садами.
Около 1823—1825 годов по решению графов Гиберто V и Витальяно IX Борромео Аресе, по проекту Ренато I, Джакомо и Франческо Ровелли, семьи садоводов из Монцы, сады на острове были превращены в английский сад, который по сей день считается одним из лучших образцов данного искусства в Италии.

## Достопримечательности
Борромейский дворец был построен в XVI веке на руинах ранней церкви, кладбища и, возможно, замка Сан-Витторе (названного в честь мученика Виктора Мавра).
Сады на острове представляют собой крупный ботанический сад в английском стиле. Также, на острове есть примечательная церковь 1858 года.